# Tehnica proiecției cinematografice

## Introducere în tehnica proiecției cinematografice
Cinematografie înseamnă, din punct de vedere etimologic, „scrierea mișcării” (de la cuvintele franceze „cinématique” - mișcare și „graphie” - scriere). Legat de această definiție, amintim faptul că patentul acordat fraților Lumière, în februarie 1895, avea titlul de „Aparat pentru obținerea și vizionarea imaginilor”, numit generic de către ei „Cinematograf”.
Cinematografie înseamnă înregistrarea unei serii întregi de imagini fotografice succesive, ale unui obiect în mișcare cu o anumită cadență - analiza mișcării - și apoi proiectarea acestor imagini cu aceeași cadență (între 16 - 18 imagini/secundă pentru film mut și 24 imagini /sec.  pentru film sonor) pentru reconstituirea mișcării - sinteza mișcării.
Analiza mișcării, în cinematografie, desemnează totalitatea operațiunilor efectuate pentru obținerea unor faze ale mișcării, sub forma unor imagini negative sau pozitive, localizate pe un purtător transparent emulsionat.
Sinteza mișcării, în cinematografie, indică totalitatea operațiunilor efectuate pentru obținerea efectului de mișcare de pe un film care conține imagini pozitive- statice (faze intermediare ale unei mișcări).
(Bibliografie: Popescu Iuliu, Petculescu Alexandru, Introducere în tehnica cinematografică, Editura Didactică și Pedagogică, 1967)

## Bazele psihofiziologice ale percepției mișcării cinematografice
Fenomenul cinematografic se realizează pe baza analizei și sintezei mișcării. Acest fenomen al perceperii mișcării se datorează unor factori fiziologici și unor factori psihologici, care se petrec în ochi.                                                        
Dacă privim un obiect luminos, imaginea lui se formează pe retina ochiului ca apoi, prin nervul optic, senzația perceperii vizuale a obiectului se transmite la creier. În momentul când obiectul dispare brusc, senzația perceperii nu dispare concomitent. Acest fenomen de ștergere progresivă se numește memorie retiniană. Aceasta are o durată variabilă dependentă de intensitatea excitației luminoase, de compoziția spectrală a luminii, de durata în timp a excitației luminoase. Cele expuse mai sus sunt factorii fiziologici privind analiza și sinteza mișcării.                                                      
Factori psihologici sunt memoria asociativă și persistența retiniană. Astfel, ochiul observă în jurul lui o serie de imagini transmise creierului, pe care le păstrează; fenomenul este definit ca memorie asociativă și este factorul psihologic care leagă între ele diferite imagini completând lipsurile dintre ele. Aici intervine și factorul numit persistența retiniană care îndulcește trecerile de la o fază la alta și care ajută la persistarea vechii imagini în creier, peste care impune noua imagine. Datorită acestor factori psihofiziologici putem viziona un film. 
Filmul este o serie de fotograme înșirate unor mișcări. În aparatul de proiecție cinematografică, redarea fotogramelor se face în așa fel încât fiecare va sta în fața ferestrei de proiecție un anumit timp, după care se va face proiecția următoarei. Această succesiune care se face într-un tempo sacadat (cadențat) este percepută de ochiul uman ca o mișcare naturală. Dacă nu ar exista această persistență retiniană, după unii remanență retiniană, de fapt un defect al ochiului, nu ar fi putut să apară cinematograful.
(Bibliografie:Popescu Iuliu, Petculescu Alexandru, Introducere în tehnica cinematografică, Editura Didactică și Pedagogică, 1967)

## Istoric
Cinematograful s-a născut la sfârșitul secolului XIX, deoarece a fost nevoie de un drum lung să se atingă nivelele de dezvoltare necesare ale fizicii, chimiei, mecanicii, electrotehnicii, opticii ca abia după aceea să înceapă să se dezvolte tehnica cinematografică. 
Înainte de a vorbi de proiecția cinematografică, este bine să ne amintim despre camera obscură, cunoscută încă din antichitate, dispozitiv cu care pentru prima dată se putea capta o imagine din mediul înconjurător. Chiar dacă imaginea era răsturnată, era însă o imagine reală. Pe la mijlocul secolului XVII apare lanterna magică, dispozitiv cu care se pot face proiecții a unor desene executate pe sticlă. Este o proiecție de tip diascop. Tot cam în acea epocă ca o aplicație a lanternei magice apare în China teatrul de umbre.
Secolul XIX înseamnă pentru oamenii de știință, secolul marilor căutări și descoperiri. Referitor la descoperirile premergătoare apariției cinematografului, amintim de încercările unui profesor belgian, Joseph Plateau, care în 1829 vrând să stabilească limita de rezistență a retinei ochiului, se uită timp de 25 secunde la discul solar. Orbit de lumina puternică a soarelui, este nevoit să stea câteva zile într-o cameră întunecată și constată că are în permanență senzația că vede imaginea soarelui, aceasta întipărindu-se pe retină. Cu această experință reușește să definească remanența retiniană, foarte importantă pentru cinematograf. Realizează în 1832 un aparat pentru a înșela vederea, cunoscut sub numele de fenakistoscop. Principiul de funcționare era realizarea unor desene care reprezentau o imagine în mișcare descompusă într-o serie de imagini fixe, iar apoi recompunerea lor printr-o succesiune rapidă datorită memoriei asociative, fenomenul care face ca ochiul să asocieze imaginile văzute.

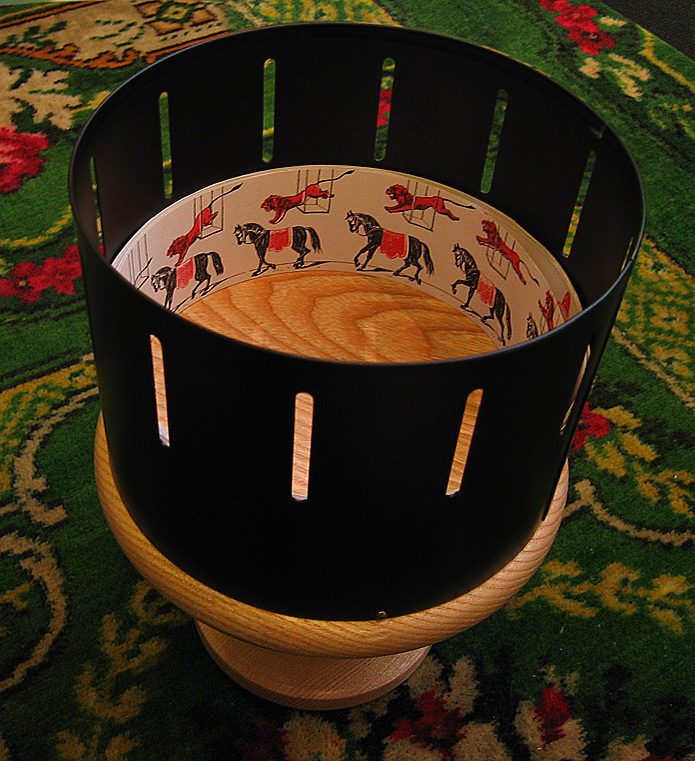
Zootrop

În același an, geometrul Simon von Stampfer, realizează un dispozitiv asemănător pe care l-a numit stroboscop. Acesta este format din două discuri solitare prinse pe același ax la o anumită distanță. Pe unul se află diferite stagii care reprezintă imagini fixe rezultate din decompunerea unei imagini în mișcare, iar celălalt are niște fante, fiecare corespunzând unei imagini. Dacă  rotim aceste discuri și privim prin discul cu tăieturi, vom vedea o imagine în mișcare.

Descoperirile legate de fenomenul cinematograf, dacă-l putem denumi astfel pentru epoca aceea, au mai fost făcute și de englezul William Horner care creează zootropul, care este în fond un stroboscop perfecționat, discurile fiind înlocuite cu cilindrii,astfel ca vizionarea se putea face de mai multe persoane.

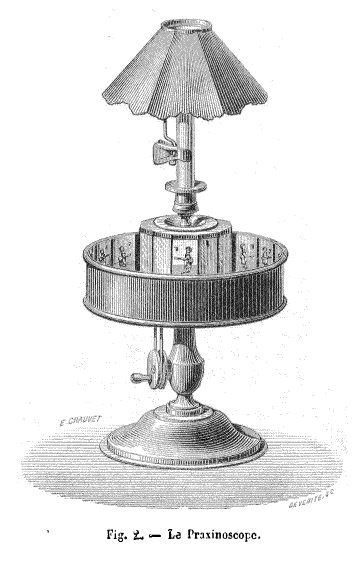
Praxinoscop

 Fotograful francez Emile Reynaud în 1847 perfecționează zootropul, așezând în centrul cilindrului niște oglinzi sub unghiuri egale. Renunță la cilindrul cu fante, iar imaginile sunt plasate pe interiorul cilindrului, fiecare în fața unei oglinzi. Noul aparat se numește praxinoscop și el asigurând vizionarea a mai multor spectatori.
Profesorul austriac Franz von Uchatius cercetător al imaginilor în mișcare, tot cam în același timp, perfecționează stroboscopul cu discuri adăugându-i o lanternă magică ca sursă de lumină, iar desenele reprezentând fazele mișcării descompuse le execută pe material transparent (sticlă). Adaugă o lentilă în fața fantelor celui de-al doilea disc pe post de obiectiv și proiectează pe un ecran imaginile. Se poate spune că realizează primele desene animate. 
Emile Reynaud realizează la 1888 un aparat mult mai perfecționat privind proiecția unor desene animate, numit teatru optic. Acesta era format dintr-o lanternă magică ca sursă de lumină care concentra radiația luminoasă pe o bandă transparentă pe care erau desenate faze ale mișcării unor personaje desenate, care exprimau mici povestioare.

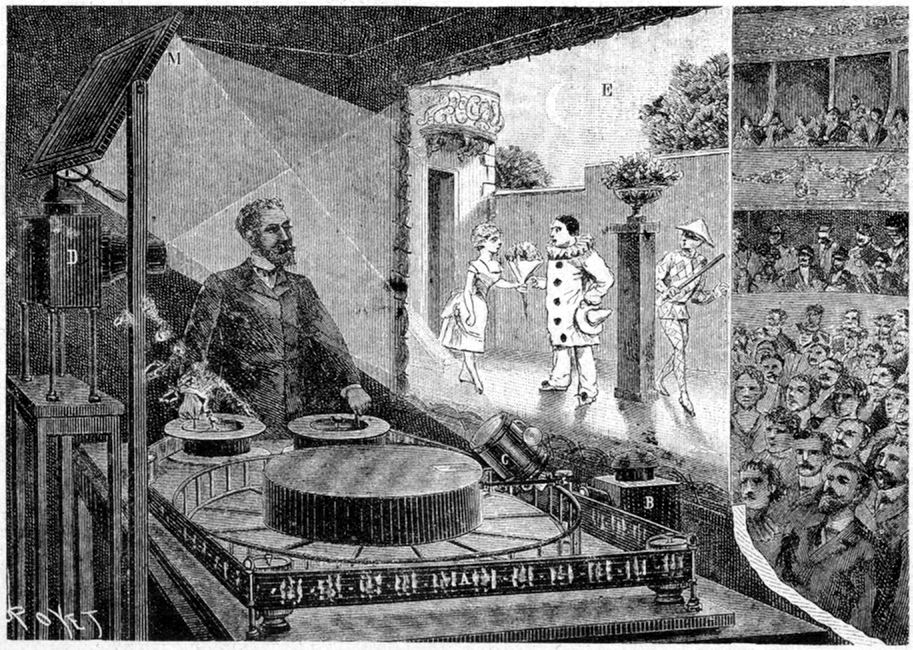
Teatrul optic

Vorbele erau înlocuite cu gesturi de pantonimă. Proiecțiile au fost organizate în sala Muzeului Grévin din Paris, aveau o durată de circa 5-10 minute, însoțite de muzică. Deplasarea benzii transparente cu desene se făcea sacadat cu o ramă cu dinți (grifă). Numărul spectatorilor era mare. 
Cu toate acestea mecanismul mișcării reale, a lumii înconjurătoare, a oamenilor, nu era încă posibilă.
Pentru a se ajunge la proiecția cinematografică a trebuit să se descopere arcul voltaic (l808) ca sursă de lumină pentru lanterna de proiecție, fotografia, fixarea imaginilor pe un suport solid, transparent și flexibil, a trebuit să se defecteze un aparat de fotografiat cu care se fotografia un cocoș zburând și să se vadă descompunerea mișcării și multe alte "nimicuri" pe baza cărora care mai târziu frații Lumière în februarie 1895 construiesc primul aparat de proiecție cinematografică, iar în 28 decembrie al aceluiași an efectuează prima proiecție cu public în subsolul unei cafenele din Paris. 
Nu putem trece cu vederea munca savantului Batuche pe la 1725, care descoperă proprietatea unor materiale în compoziția căror intră un metal de a se înnegri sub acțiunea luminii; a francezului Joseph Nicéphore Niépce care la 1822, folosind ca material fotosensibil o placă metalică cu o aplicație de bitum de Iudeea, introdusă într-o cameră obscură și expusă timp de circa 8 ore, obține un fel de matriță a obiectului expus; a pictorului Jacques Mandé Daguerre care împreună cu Niépce pun bazele daghereotipiei, realizând fotografii bazate pe acțiunea luminii asupra sărurilor de argint aplicate la început pe o placă metalică. Suportul pentru fotografii a fost apoi sticla de cristal, hârtia și suportul transparent flexibil, fotosensibil pe bază de halogenură de argint pus la punct de George Eastman în 1884  cea care a făcut posibilă proiecția cinematografică.

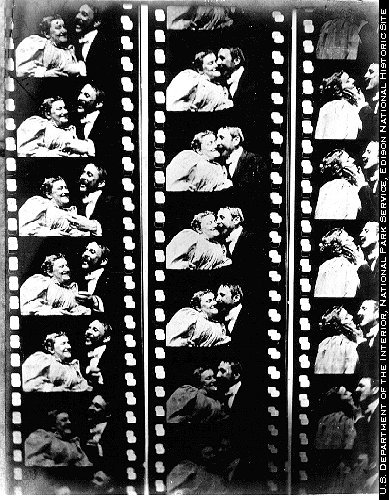
Sărutul -film pentru kinetoscopul lui Edison

"Galop"-film pentru kinetoscop

Este bine să amintim contribuția importantă a inventatorului Thomas Alva Edison care prezintă la Expoziția Mondială de la Chicago aparatul numit kinetoscop. Acesta prezenta, numai unui singur spectator imagini în mișcare din lumea reală, imagini obținute cu un alt aparat numit kinetograf. Imaginile erau pe un suport flexibil de 35 mm, transportate în fața unui obiectiv de un sistem de transport sacadat cu tambure dințat, folosindu-se un obturator care avea rolul de a acoperi trecerea de la o fotogramă la alta. Ritmul de trecere a fotogramelor prin fața ferestrei de vizionare era de 40-60 imagini pe secundă. Ulterior s-a dovedit ca pentru filmul mut erau de ajuns și 18 imagini pe secundă. 
Deoarece aparatul nu asigura decât vizionarea unui singur spectator, pe mulți alți inventatori ideea i-a pus la muncă pentru a face din această invenție o afacere profitabilă, prin prezentarea filmulețelor unui număr mare de spectatori. Așa va apărea primul aparat de proiecție cinematografică.
Prin prima proiecție cinematografică a fraților Lumière, realizată la 28 decembrie 1895 la Grand Cafee din Paris, cu o peliculă numită "Ieșirea muncitorilor din uzinele Lumière" a apărut o nouă artă și o industrie, Industria cinematografică.

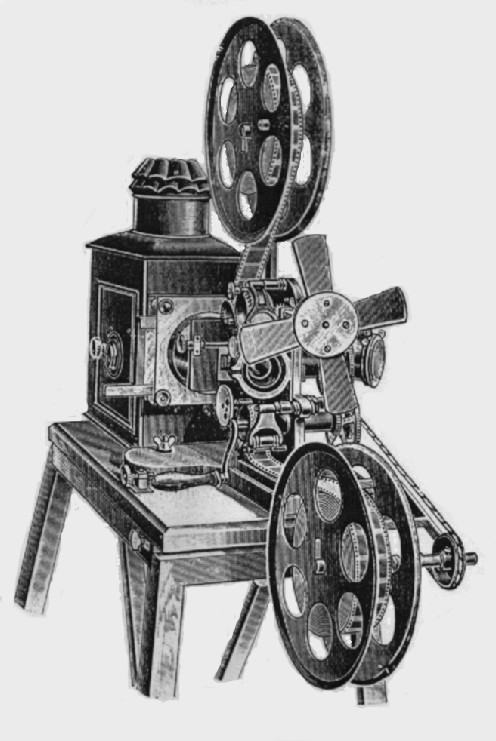
Unul dintre primele tipuri de aparate de proiecție cinematografică(pentru film mut).

Apar primele studiouri cinematografice, care realizează primele filme (filme mute până în 1927), primele aparate de proiecție cinematografică (la început cu acționare manuală), primele aparate de filmat (la început acționate manual).
Dezvoltarea tehnicii cinematografice este destul de rapidă. Dezvoltarea electronicii duce la apariția filmului sonor. Astfel, în 1927, apare primul film sonor folosind sistemul Vitaphone, unde înregistrarea se făcea pe placă de gramofon, sistem destul de greoi privind sincronizarea mimică-sunet (celebrul Cântărețul de jazz cu Al Jolson). Ulterior se renunță la acest sistem în favoarea celui cu înregistrare optică pe film. La începutul anului 1940, se fac primele încercări de înregistrare magnetică, prin aplicarea pe peliculă a unei piste magnetice.
În ceea ce privește apariția filmului color, primele încercări le fac Frații Lumière, colorând una din pelicule manual cu ajutorul lucrătorilor din uzină, realizând ceea ce se numea film colorat. Tot ei crează sistemul "Autochrome", prezentându-l la 17 decembrie 1903, însă dificultăților de realizare și exploatare nu s-a utilizat. Ajungându-se la un moment dat într-un impas privind spectacolul cinematografic, Georges Méliès are ideea de a aplica procedeul de colorare și la filmele sale.
Odată cu creșterea lungimii filmelor de la 15-20 m la 200 -300 m, Casa de Producție Pathe din Franța, crează un sistem cu șablon. Acesta consta în decuparea fiecare obiect, colorarea și suprapunerea cu copiile pozitive, care trebuiesc colorate pentru difuzare. Odată cu creșterea producției, sistemul devine greoi și ineficient.
În 1920, americanii pun la punct un procedeu de realizare a filmului color, cunoscut ca Technicolor. Denumirea de tehnicolor este dată de public tuturor filmelor color, chiar dacă sunt făcute în alt sistem. 
În 1929, fabrica de peliculă AGFA din Germania, scoate pe piață  prima peliculă color, putând fi realizate mult mai ușor producțiile de film color. După cel de-al doilea război mondial, apare pe piață și fabrica ORWO, o filială a AGFA rămasă în est, producția ei satisfăcând necesitățile fostelor țări socialiste, cu o calitate comparabilă cu cea a firmei mamă. Dacă la început prelucrarea peliculei necesita utilaje deosebite, după cel de-al doilea război, tehnica de prelucrare se dezvoltă, prelucrarea se îmbunătățește, imaginea devenind cât mai apropiată de realitate.
În 1933 apare primul film în relief, datorat tot Fraților Lumière.
În jurul anului 1950, datorită dezvoltării televiziunii, apar noi sisteme de proiecție pe ecran și redare a sunetului: ecran lat (cinemascop cu sunet mono și cinemascop cu sunet stereofonic cu înregistrare magnetică pe patru canale), ecran panoramic cu sunet stereofonic pe opt canale cu peliculă de 70 mm tip Tood AO, ecran lat cu peliculă de 35 mm cu mască (ecranul puțin mai mic ca lățime decât cel cinemascop) iar în ultimii ani sisteme de sonorizare Dolby.
Primul film pe ecran lat este realizat de că regizorul american Henry Koster în anul 1953, intitulat Parada primăverii.
De asemenea, pentru divertisment mai sunt proiecții circulare (sistemul circoramă) folosit de ruși la Expozița Națională unde într-o sală circulară spectatorul are senzația că se află mijlocul acțiunii sau la "Cité des Sciences" din Paris (Geoda).